# Мартьяново (Пермский район)
Мартьяново — деревня в Пермском районе Пермского края. Входит в состав Фроловского сельского поселения.

## Географическое положение
Расположена на правом берегу реки Мось примерно в 9 км к северо-востоку от административного центра поселения, села Фролы, и в 14 км к юго-востоку от центра города Перми.

## Население
| 2010 |
| ---- |
| 34   |

## Улицы[2]
- Аметистовая ул.
- Бирюзовая ул.
- Дорожная ул.
- Нагорная ул.
- Рубиновая ул.
- Решетова ул.
- Лучникова ул.
- Западная ул.
- Малиновая ул.
- Изумрудная ул.

## Топографические карты
- Лист карты O-40-77 Юг. Масштаб: 1 : 100 000. Состояние местности на 1983 год. Издание 1985 г.